# Magia en el mundo grecorromano

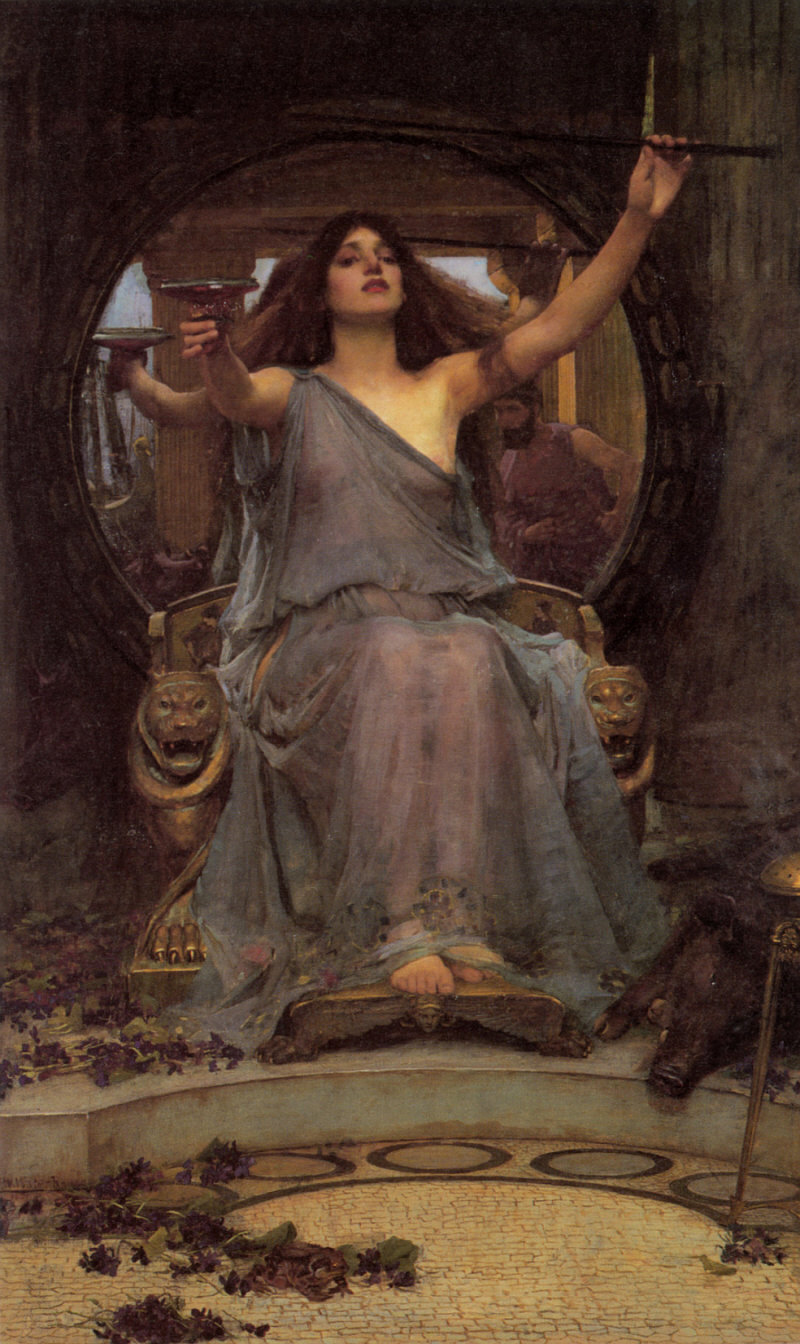
Circe ofreciendo la copa a Odiseo de John William Waterhouse (1891).

El estudio de la magia en el mundo grecorromano es una rama de las disciplinas de los clásicos, la historia antigua y los estudios religiosos. En la antigüedad clásica, incluyendo el mundo helenístico de la antigua Grecia y la antigua Roma, los historiadores y arqueólogos ven los rituales públicos y privados asociados con la religión como parte de la vida cotidiana. Ejemplos de este fenómeno se encuentran en los diversos templos estatales y de culto, sinagogas judías e iglesias. Estos fueron importantes centros de los pueblos antiguos, representando una conexión entre los reinos celestiales (lo divino) y los planos terrestres (la morada de la humanidad). Este contexto de la magia se ha convertido en un estudio académico, especialmente en los últimos veinte años.

## Terminología
Penetrante en todo el Mediterráneo Oriental y Asia Occidental hasta la antigüedad tardía y más allá, mágos, mago o mago, fue influenciado por y —eventualmente desplazado— el griego goēs (γόης), la palabra más antigua para un practicante de la magia, para incluir la astrología, la alquimia y otras formas de conocimiento esotérico. Esta asociación fue a su vez producto de la fascinación helenística por Zoroastro, quien fue percibido por los griegos como el «caldeano», «fundador» de los Reyes Magos e «inventor» tanto de la astrología como de la magia, un significado que todavía sobrevive en las palabras modernas «magia» y «mago».
Los autores William Swatos y Peter Kivisto definen la magia como «cualquier intento de controlar el entorno o el yo, por medios no probados o no comprobables, como encantos o hechizos».

## General
Heródoto, Xenofonte, Plutarco, utilizaron magos en relación con sus descripciones de las creencias o prácticas religiosas (zoroástricas), la mayoría parecen haberlo entendido en el sentido de «mago». En consecuencia, los escritores más escépticos también identificaron entonces a los «magos» —es decir, a los magos individuales— como charlatanes o estafadores. En el El banquete (202e) de Platón, donde el ateniense los identificó como maléficos, permitiendo sin embargo una medida de eficacia en función del dios Eros. Plinio los presenta de una manera particularmente mala.
Según una fuente, la magia en general era tenida en baja estima y condenada por los oradores y escritores. Hans Dieter Betz anota quema de libros en relación con textos como los Papiros Mágicos Griegos, cuando cita a Éfeso en los Hechos de los Apóstoles (Hechos 19: 10). Y por cuenta de Suetonio, Augusto ordenó la quema de 2.000 pergaminos mágicos en el 13 a. C. Betz afirma:

Como resultado de estos actos de represión, los magos y su literatura pasaron a la clandestinidad. Los mismos papiros dan testimonio de esto con la constante advertencia de mantener los libros en secreto. [..] Las creencias y prácticas religiosas de la mayoría de la gente eran idénticas a alguna forma de magia, y las claras distinciones que hacemos hoy entre las formas de religión aprobadas y desaprobadas —llamando a la primera «religión» e «iglesia» y a la segunda «magia»" y «culto»—- no existían en la antigüedad excepto entre unos pocos intelectuales. Se sabe que los filósofos de las escuelas neopitagóricas y  neoplatónicas, así como los grupos gnósticos y herméticos, utilizaban libros mágicos y por lo tanto debían poseer copias. Pero la mayor parte de su material desapareció y lo que nos queda son sus citas.

Albrecht Dieterich señaló la importancia de los Papiros mágicos griegos para el estudio de las religiones antiguas porque la mayoría de los textos combinan varias religiones, egipcia, griega o judía, entre otras.
Según Robert Parker, «la magia difiere de la religión como las malas hierbas difieren de las flores, simplemente por una evaluación social negativa»; a menudo se consideraba que la magia consistía en prácticas que iban desde la superstición pueril hasta lo malvado y peligroso. Sin embargo, la magia parece haber tomado prestado de la religión, adoptando ceremonias religiosas y nombres divinos, y las das son a veces difíciles de distinguir claramente.: 2  La magia se diferencia a menudo de la religión en que es manipuladora y no suplicante de las deidades; algunos de los principales ritos religiosos se proponen abiertamente limitar a los dioses.: 3–4  Otros criterios aproximados que se utilizan a veces para distinguir la magia de la religión son: que tenga fines egoístas o inmorales y que se lleve a cabo en secreto, a menudo para un cliente que paga; los ritos religiosos, en cambio, se dirigen más a menudo a objetivos elevados, como la salvación o la resurrección, y se llevan a cabo a la intemperie en beneficio de la comunidad o de un grupo de seguidores.: 3 
El ritual religioso tenía el propósito de dar a un dios el honor que le corresponde, o pedir la intervención y el favor divino, mientras que la magia es vista como practicada por aquellos que únicamente buscan el poder, y a menudo se lleva a cabo sobre una base científica falsa.: 123 y 158  En última instancia, la práctica de la magia incluye ritos que no forman parte de la adoración y que son  irreligiosos. Las asociaciones con este término tienden a ser un proceso en evolución en la literatura antigua, pero en general la magia antigua refleja aspectos de tradiciones religiosas más amplias en el mundo mediterráneo, es decir, la creencia en la magia refleja la creencia en deidades, adivinación, y palabras de poder. El concepto de magia, sin embargo, llegó a representar una tradición más coherente y autorreflexiva ejemplificada por magias (paranormales) que buscan fusionar diversos elementos no tradicionales de la práctica religiosa grecorromana en algo específicamente llamado magia. Esta fusión de prácticas alcanzó su punto culminante en el mundo del Imperio romano, en el siglo III d. C. Thorndike comenta: «La ciencia griega en su mejor momento no fue intacta por magia».
Los papiros mágicos que nos quedan por estudiar, presentan más creencias greco-egipcias, en vez de greco-romanas. Betz declara: 

En este sincretismo, la antigua religión indígena egipcia ha sobrevivido en parte, y en parte ha sido profundamente helenizada. En su transformación helenística, la religión egipcia de la era pre helenística parece haber sido reducida y simplificada, sin duda para facilitar su asimilación a la religión helenística como referencia cultural predominante. Es evidente que los magos que escribieron y utilizaron los papiros griegos eran de perspectiva helenística. La helenización, sin embargo, también incluye la egipciación de las tradiciones religiosas griegas. Los Papiros mágicos griegos contienen muchos ejemplos de esas transformaciones egipcias, que adoptan formas muy diferentes en los distintos textos o capas de la tradición.

## Historia

### Magia en la época homérica
En la literatura griega, la primera operación mágica que apoya una definición de la magia como una práctica destinada a tratar de localizar y controlar las fuerzas secretas —las simpatías y antipatías que conforman estas fuerzas— del mundo (physis) φύσις) se encuentra en el Libro X de la Odisea —un texto que se remonta a principios del siglo VIII a. C.—. El Libro X describe el encuentro del héroe central Odiseo con el Titán Circe, «La que es hermana del mago Aeetes, siendo ambas hijas del Sol... por la misma madre, la hija del Océano».: X:13  en la isla de Eea. En la historia la magia de Circe consiste en el uso de una varita,: X:20  contra Odiseo y sus hombres, mientras que la magia de Odiseo consiste en el uso de una hierba secreta llamada moly,: X:28 (revelada a él por el dios Hermes, «dios de la varita de oro»),: X:27  para defenderse de su ataque.
En la historia se encuentran tres requisitos cruciales para el lenguaje de la «magia» en la literatura posterior:
1. El uso de una misteriosa herramienta dotada de poderes especiales (la varita mágica).
2. El uso de una rara hierba mágica.[notes 1]
3. Una figura divina que revela el secreto del acto mágico (Hermes).

Estos son los tres elementos más comunes que caracterizan a la magia como sistema en los períodos posteriores helenístico y greco-romano de la historia.
Otro elemento importante de definición de la magia se encuentra también en la historia. Circe se presenta en forma de una bella mujer (una tentadora) cuando Odiseo la encuentra en una isla. En este encuentro, Circe usa su varita mágica para convertir a los compañeros de Odiseo en cerdos. Esto puede sugerir que la magia estaba asociada, en esta época, con prácticas que iban en contra del orden natural, o contra las fuerzas sabias y buenas —Circe es llamada bruja por una compañera de Odiseo—.: X:43  En este modo vale la pena señalar que Circe es representativa de un poder, el Titán, que había sido conquistado por los dioses olímpicos más jóvenes como Zeus, Poseidón y Hades.

### Magia en la Grecia clásica
El siglo VI a. C. da lugar a referencias dispersas de magos trabajando en Grecia. Muchas de estas referencias representan una conceptualización más positiva de la magia. Entre los más famosos de estos magos griegos, en medio de Homero y el período helenístico, están las figuras de Orfeo, Pitágoras y Empédocles.

#### Orfeo
Orfeo es una figura mítica, se dice que vivió en Tracia «una generación antes que Homero» —aunque de hecho está representado en la cerámica del siglo V en traje griego—. El orfismo, o los Misterios órficos, parece haber sido, también, tema central para los personajes de Pitágoras y Empédocles que vivieron en los siglos VI y V a. C. Se dice que Pitágoras, por ejemplo, describió a Orfeo como «el... padre de las canciones melodiosas». Esquilo (el dramaturgo griego) lo describe más tarde como aquel que «curó todas las cosas por el arrebato de su voz». Los actos de Orfeo no suelen ser condenados ni se habla de ellos negativamente. Esto sugiere que algunas formas de magia eran más aceptables. De hecho, el término aplicado a Orfeo para separarlo, presumiblemente, de los magos de mala reputación es theios aner o «hombre divino».: 34 

#### Pitágoras

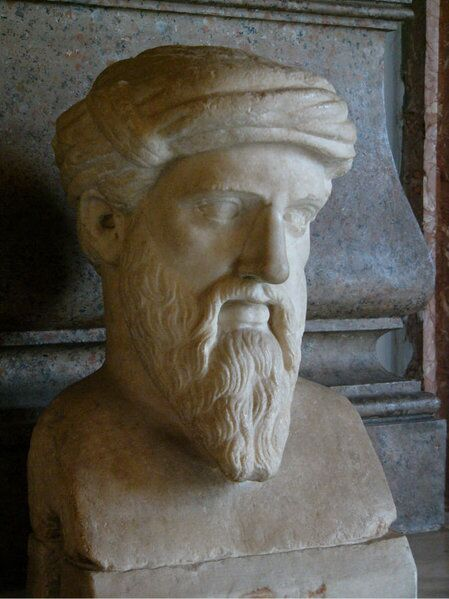
Pitágoras de Samos.

También se atribuyeron poderes mágicos al famoso matemático y filósofo Pitágoras (c. 570 - 495 a. C.), como se registró en los días de Aristóteles. Las tradiciones relativas a Pitágoras son algo complicadas porque el número de Vitae que sobrevive es a menudo contradictorio en su interpretación de la figura de Pitágoras.

#### Empédocles
Empédocles (c. 490 - c. 430 a. C.) también se le ha atribuido maravillosos poderes asociados con los magos posteriores: es decir, es capaz de curar a los enfermos, rejuvenecer a los ancianos, influir en el clima y convocar a los muertos.: XXXVI:27  E.R. Dodds en su obra Los griegos y lo irracional (1951) sostuvo que Empédocles era una combinación de poeta, mago, maestro y científico.: 42  Dodds argumentó que, dado que gran parte de los conocimientos adquiridos por individuos como Pitágoras o Empédocles era algo misterioso incluso para aquellos con una educación rudimentaria, podría estar asociado con la magia o al menos con el aprendizaje de un Magus.: 145–146 
Es importante señalar que después de Empédocles, la escala de los dones mágicos en individuos excepcionales se reduce en la literatura, especializándose. Los individuos pueden tener el don de la curación, o el don de la profecía, pero no se les suele acreditar una amplia gama de poderes sobrenaturales como son los magos como Orfeo, Pitágoras y Empédocles. Platón refleja tal actitud en sus Leyes (933a-e) donde da por sentado a los sanadores, profetas y hechiceros. Reconoce que estos practicantes existían en Atenas —y por lo tanto presumiblemente en otras ciudades griegas—, y que debían ser tenidos en cuenta y controlados por las leyes; pero no hay que temerles, sus poderes son reales, pero ellos mismos representan un orden bastante bajo de la humanidad. Una analogía cristiana temprana se encuentra en los escritos del apóstol Pablo en el siglo I. La primera carta de Pablo a los Corintios conceptualiza la idea de una limitación de los dones espirituales.

### Magia en el período helenístico
El período helenístico, aproximadamente los últimos tres siglos antes de Cristo, se caracteriza por un ávido interés por la magia, aunque esto puede deberse simplemente a que a partir de este período permanece una mayor abundancia de textos, tanto literarios como algunos de practicantes reales, en griego y en latín. De hecho, muchos de los papiros mágicos existentes se escribieron en los primeros siglos de la Era Común, pero sus conceptos, fórmulas y rituales reflejan el período helenístico anterior, es decir, un momento en que la sistematización de la magia en el mundo grecorromano parece haber tenido lugar, particularmente en el 'crisol' de diversas culturas que fue Egipto bajo el reino ptolemaico y bajo Roma.
La ascendencia del cristianismo en el siglo V tuvo mucho que ver con esto. Lo cual se refleja en los Hechos de los Apóstoles, donde Pablo el Apóstol convence a muchos efesios para que saquen sus libros mágicos y los quemen. El lenguaje de los papiros mágicos refleja varios niveles de habilidad literaria, pero generalmente son griego estándar, y de hecho pueden estar más cerca del lenguaje hablado de la época que de la poesía o la prosa artística que nos dejan en los textos literarios. Muchos términos se toman prestados, en los papiros, al parecer, de los cultos de misterio; así, las fórmulas mágicas se denominan a veces teletai —literalmente, «celebración de los misterios»—, o el propio mago se llama mystagogos —sacerdote que dirige a los candidatos a la iniciación—.: 23ff.  En los papiros mágicos también aparecen muchas tradiciones judías y algunos nombres de Dios. Por ejemplo, Yao para Yahweh, Tzevaot y Adonai aparecen con bastante frecuencia.
Los textos de los Papiros mágicos griegos se escriben a menudo como si se tratara de una receta: «Toma los ojos de un murciélago...» por ejemplo. Así que en otras palabras la magia requiere ciertos ingredientes, como Odiseo requirió la hierba Moly para derrotar la magia de Circe. Pero no es tan simple como saber armar una receta. Se requieren gestos apropiados, en ciertos puntos del ritual mágico, para acompañar los ingredientes, diferentes gestos que parecería que producen varios efectos. Un ritual mágico hecho de la manera correcta puede garantizar la revelación de los sueños y el talento bastante útil de interpretarlos correctamente. En otros casos, ciertos hechizos permiten enviar un demonio o demonios para dañar a los enemigos o incluso para romper el matrimonio de alguien. Este aspecto negativo autodefinido de la magia —a diferencia de otros grupos que definen sus prácticas como negativas aunque no lo hagan— se encuentra en varias tablillas de maldición, (tabellae defixionum) que nos dejó el mundo greco-romano. El término «defixio» se deriva del verbo latino defigere, que significa literalmente «prender», pero que también se asoció con la idea de entregar a alguien a los poderes del inframundo.
También era posible maldecir a un enemigo a través de una palabra hablada, ya sea en su presencia o a sus espaldas. Pero debido a la cantidad de tabletas de maldición que se han encontrado, parece que este tipo de magia se consideraba más efectiva. El proceso consistía en escribir el nombre de la víctima en una fina lámina de plomo junto con diversas fórmulas o símbolos mágicos, y luego enterrar la tableta en o cerca de una tumba, un lugar de ejecución o un campo de batalla, para dar a los espíritus de los muertos poder sobre la víctima. A veces, las tabletas de la maldición eran incluso traspasadas con varios artículos, como clavos, que se creía que añadían potencia mágica.
Para la mayoría de los actos o rituales mágicos, existían magos para contrarrestar los efectos. Los amuletos eran una de las protecciones más comunes (o contra magias) utilizadas en el mundo grecorromano como protección contra cosas tan temibles como las maldiciones y el mal de ojo, que eran vistas como muy reales por la mayoría de sus habitantes.: XXVIII:38, XXIX:66, XXX:138  Mientras que los amuletos se hacían a menudo con materiales baratos, se creía que las piedras preciosas tenían una eficacia especial. Se encontraron muchos miles de gemas talladas que claramente tenían una función mágica más que ornamental. Los amuletos eran un tipo de magia muy difundido, debido al temor de que otros tipos de magia, como las maldiciones, se usaran contra uno mismo. Así, los amuletos eran en realidad una mezcla de varias fórmulas de Babilonia, Antiguo Egipto, y Antigua Grecia elementos que probablemente eran usados por los de la mayoría de las afiliaciones para protegerse de otras formas de magia. Los amuletos son a menudo formas abreviadas de las fórmulas que se encuentran en los papiros mágicos existentes.
Las herramientas mágicas eran muy comunes en los rituales mágicos, eran probablemente tan importantes como los hechizos y conjuros que se repetían en cada ritual mágico. Utensilios de mago, probablemente del siglo III, fueron descubiertos en los restos de la antigua ciudad de Pérgamo en Anatolia y da evidencia directa de esto. El hallazgo consistía en una mesa y base de bronce cubierta con símbolos, un plato —también decorado con símbolos—, un gran clavo de bronce con letras inscritas en sus lados planos, dos anillos de bronce, y tres piedras negras pulidas inscritas con los nombres de los poderes sobrenaturales.
Lo que surge entonces, de esta evidencia, es la conclusión de que un tipo de permanencia y universalidad de la magia se había desarrollado en el mundo greco-romano por el período helenístico, si no antes. El consenso académico sugiere firmemente que aunque muchos testimonios sobre la magia son relativamente tardíos, las prácticas que revelan son casi seguro mucho más antiguas. Sin embargo, no se conoce bien el nivel de credibilidad o eficacia que se da a las prácticas mágicas en los primeros mundos griego y romano en comparación con el período helenístico tardío.

## Magia alta y baja
Las operaciones mágicas se dividen en gran medida en dos categorías: la teurgia (θεουργία) y la goecia (γοητεία). La teurgia en algunos contextos parece simplemente tratar de glorificar el tipo de magia que se está practicando, por lo general una figura respetable de sacerdote se asocia con el ritual.: 51  De esto, el erudito E. R. Dodds afirma:

Proclo define grandiosamente la teurgia como «un poder superior a toda la sabiduría humana, que abarca las bendiciones de la adivinación, los poderes purificadores de la iniciación y, en una palabra, todas las operaciones de posesión divina» (Theol. Plat. p. 63). Puede describirse más simplemente como magia aplicada a un propósito religioso y apoyada en una supuesta revelación de un carácter religioso. Mientras que la magia vulgar usaba nombres y fórmulas de origen religioso para fines profanos, la teurgia usaba los procedimientos de la magia vulgar principalmente para un fin religioso.
E. R. Dodds, The Greek and the Irrational p.291

En un rito teúrgico típico, el contacto con la divinidad ocurre ya sea a través del alma del teúrgo o del médium que deja el cuerpo y asciende al cielo, donde se percibe la divinidad, o a través del descenso de la divinidad a la tierra para aparecer al teúrgo en una visión o un sueño. En este último caso, la divinidad es atraída por «símbolos» o fórmulas mágicas apropiadas.: 51  Según el filósofo griego Plotino (205-270), la teurgia intenta poner en simpatía a todas las cosas del universo, y al hombre en conexión con todas las cosas a través de las fuerzas que fluyen a través de ellas.: 52  «Teurgia» connotaba una forma exaltada de magia, y los filósofos interesados en la magia adoptaron este término para distinguirse de los magoi o góētes, (γόητες, singular γόης góēs, «hechicero, mago») profesionales de baja clase. «Goetia» era un término despectivo que connotaba la baja, engañosa o fraudulenta mageia.

## Personajes del Imperio Romano
Hay varios personajes históricos notables del siglo I que tienen muchas de las características literarias que antes se asociaban con los «hombres divinos» griegos (Orfeo, Pitágoras y Empédocles). De particular importancia son Jesús, Simón el Mago y Apolonio de Tiana.
Desde el punto de vista de un forastero, Jesús era el típico hacedor de milagros. Exorcizaba demonios, curaba a los enfermos, hacía profecías y levantaba a los muertos. A medida que el cristianismo crecía y se consideraba una amenaza para las tradiciones religiosas establecidas en el mundo grecorromano —en particular para el Imperio romano con su política de adoración al emperador—, Jesús y por inferencia sus seguidores, fueron acusados de ser usuarios de magia.: 38  Ciertamente los textos cristianos como los Evangelios contaban una historia de vida llena de características comunes a las figuras divinas: El origen divino de Jesús, su nacimiento milagroso, y su enfrentamiento con un poderoso demonio (Satanás), como unos pocos ejemplos. El evangelio de Mateo afirma que Jesús fue llevado a Egipto de niño, esto fue en realidad usado por fuentes hostiles para explicar su conocimiento de la magia; según una historia rabínica, volvió tatuado con hechizos.: 93–108  También se argumenta en la tradición rabínica que Jesús estaba loco, lo que a menudo se asociaba con personas de gran poder (demonios). Eruditos como Morton Smith han tratado de argumentar que Jesús era un mago. En su libro, Jesus the Magician, señala que los Evangelios hablan de la «descendencia del espíritu», los paganos de «posesión por un demonio». Según Morton Smith ambas son explicaciones para fenómenos muy similares. Si es así, esto muestra la conveniencia que el uso del término «magia» tenía en el imperio Romano, al delinear entre lo que «ellos hacen y lo que tú haces». Sin embargo, Barry Crawford, actual copresidente de la Consulta de la Sociedad de Literatura Bíblica sobre la Redefinición de los Orígenes Cristianos, en su reseña de 1979 del libro afirma que «Smith exhibe un conocimiento intrincado de los papiros mágicos, pero su ignorancia de la investigación actual sobre los Evangelios es abismal», concluyendo que la obra tiene rasgos de una teoría de la conspiración.
Simón es el nombre de un mago mencionado en el libro canónico de los Hechos 8:9ff, en textos apócrifos y en otros lugares. En el libro de los Hechos se presenta a Simón el Mago como profundamente impresionado por las curaciones y exorcismos del apóstol Pedro y por el don del Espíritu que provenía de la imposición de manos de los apóstoles; por lo tanto, «creyó y fue bautizado». Pero Simón pide a los apóstoles que le vendan su don especial para que él también pueda practicarlo. Esto parece representar la actitud de un mago profesional. En otras palabras, para Simón, el poder de este nuevo movimiento es un tipo de magia que puede ser comprada, tal vez una práctica común para los magos en algunas partes del mundo greco-romano. La respuesta de los Apóstoles a Simón fue enfática en su rechazo. La iglesia primitiva trazó una fuerte línea de demarcación entre lo que practicaba y las prácticas de los usuarios de la magia. A medida que la iglesia continuó desarrollando esta demarcación, Simón es objeto de un escrutinio aún mayor en los textos cristianos posteriores. El prominente autor cristiano Justino Mártir, por ejemplo, afirma que Simón era un mago de Samaria y que sus seguidores cometieron la blasfemia de adorar a Simón como un Dios. La veracidad de esto no es segura, pero prueba el deseo de los primeros cristianos de escapar de una asociación con la magia.
El tercer mago de interés en el período del Imperio romano es Apolonio de Tiana. (c. 40 -c. 120).: 30–38   Entre el 217 y 238 Flavio Filóstrato escribió su Vida de Apolonio de Tiana, una larga pero poco fiable fuente novelística.: 12–49, 140–142 
Filóstrato de Atenas era un protegido de la emperatriz Julia Domna, madre del emperador Caracalla. Según él, ella poseía las memorias de un tal Damis, discípulo de Apolonio, y se las dio a Filóstrato como materia prima para un tratamiento literario. Algunos estudiosos creen que las memorias de Damis son un invento de Filóstrato, otros piensan que fue un libro real forjado por alguien más y utilizado por Filóstrato. Esta última posibilidad es más probable. En cualquier caso, es una falsificación literaria.: 12–13, 19–49, 141  Apolonio emerge como un profesor viajero ascético. Se le suele etiquetar como un nuevo Pitágoras, y al menos representa la misma combinación de filósofo y mago que fue Pitágoras. Según Filóstrato, Apolonio viajó por todas partes, hasta la India, enseñando ideas razonablemente coherentes con la doctrina tradicional pitagórica; pero de hecho, es muy probable que nunca abandonara el Oriente griego del Imperio romano.: 19–84  En la Antigüedad tardía talismanes hechos por Apolonio aparecieron en varias ciudades griegas del Imperio romano de Oriente, como si fueran enviados del cielo. Eran figuras y columnas mágicas erigidas en lugares públicos, para proteger a las ciudades de plagas y otras aflicciones.: 99–127, 163–165 

## Tradición judía
La tradición judía también ha intentado definir ciertas prácticas como «magia». Algunos maestros talmúdicos y muchos griegos y romanos, consideraban a Jesús como un mago, y libros mágicos como el Testamento de Salomón y el Octavo Libro de Moisés se atribuyeron a Salomón y Moisés en la antigüedad.: 57  El Libro de la Sabiduría de Salomón, un libro considerado apócrifo por muchos judíos y cristianos contemporáneos — probablemente compuesto en el siglo I a. C.—, afirma que:

Dios... me dio el verdadero conocimiento de las cosas, tal como son: una comprensión de la estructura del mundo y la forma en que funcionan los elementos, el principio y el fin de las eras y lo que hay entre... los ciclos de los años y las constelaciones... los pensamientos de los hombres... el poder de los espíritus... la virtud de las raíces... Lo aprendí todo, secreto o manifiesto.: 58 

Así, Salomón fue visto como el más grande científico, pero también el más grande ocultista de su tiempo, estudioso en astrología, magia vegetal, demonología, adivinación y physika (φυσική «ciencia»).: 58  Estos son los objetivos centrales de la magia como tradición independiente, conocimiento y poder y control de los misterios del cosmos. Tales objetivos pueden ser vistos de forma negativa o positiva por los autores antiguos. El historiador judío Flavio Josefo, por ejemplo, escribe que: «Dios le dio [a Salomón] el conocimiento del arte que se usa contra los demonios, para curar y beneficiar a los hombres». Sin embargo, en otro lugar, «hubo un falso profeta egipcio [un mago] que hizo más daño a los judíos... porque era un tramposo».
La idea de la magia puede ser un modismo vagamente definido en el pensamiento antiguo. Pero tanto si la magia es vista de forma negativa o positiva, la sustancia de la misma como una práctica puede ser extraída. Es decir, que la magia era una práctica destinada a tratar de localizar y controlar las fuerzas secretas del cosmos, y las simpatías y antipatías que se veían para formar estas fuerzas.

## Autores del Imperio Romano
La Historia Natural de Plinio el Viejo (CE 23/24-79), es una voluminosa encuesta sobre el conocimiento de la era helenística tardía, basada, según Plinio, en un centenar de autoridades anteriores. Este trabajo, bastante extenso, trata una asombrosa variedad de temas: cosmología, geografía, antropología, zoología, botánica, farmacología, mineralogía, metalurgia y muchos otros. Plinio estaba convencido de los poderes de ciertas hierbas o raíces reveladas a la humanidad por los dioses. Argumentaba que los poderes divinos, en su preocupación por el bienestar de la humanidad, deseaban que esta descubriera los secretos de la naturaleza. Además sostenía, en efecto, que en su sabiduría los dioses trataron de acercar gradualmente a los seres humanos a su condición; lo que ciertamente buscan muchas tradiciones mágicas, es decir, que al adquirir conocimientos se puede aspirar a obtenerlos incluso de los dioses. Plinio expresa un concepto firme es ser capaz de entender esta «simpatía cósmica» que, si se entiende y se utiliza correctamente, opera para el bien de la humanidad.: II:62 
Mientras que aquí se expresan los principios centrales de la magia, Plinio es reacio a usar el término «magia» en un sentido negativo. Argumenta que las afirmaciones de los magos profesionales eran exageradas o simplemente falsas,: XXV:59, XXIX:20, XXVII:75  también expresa un concepto interesante cuando afirma que aquellos hechiceros que habían escrito sus hechizos y recetas despreciaban y odiaban a la humanidad —por difundir sus mentiras quizás?—.: XXVII:40  Para mostrar esto Plinio vinculó las artes de los magos de Roma con el emperador Nerón —que a menudo es retratado negativamente—, a quien Plinio afirma que había estudiado magia con los mejores maestros y tenía acceso a los mejores libros, pero que era incapaz de hacer nada extraordinario.: XXX:5–6 
La conclusión de Plinio, sin embargo, es cautelosa: aunque la magia es ineficaz e infame, contiene sin embargo «sombras de verdad», particularmente de las «artes de hacer venenos». Sin embargo, Plinio afirma que «no hay nadie que no tema a los hechizos» —incluyéndose, presumiblemente, él mismo—: XXVIII:4  Los amuletos y encantos que la gente usaba como una especie de medicina preventiva que no elogia ni condena, sino que sugiere que es mejor pecar de cauteloso, ya que, quién sabe, un nuevo tipo de magia, una magia que realmente funcione, puede desarrollarse en cualquier momento.: XXVIII:4 
Si tal actitud prevaleció en el mundo greco-romano esto puede explicar por qué los magos profesionales, como Simón el Mago, estaban al acecho de nuevas ideas. Plinio dedica el comienzo del Libro 30 de su obra a los magos de Persia y se refiere a ellos aquí y allá especialmente en los Libros 28 y 29. Define a los Magos a veces como hechiceros, pero también parece reconocer que son sacerdotes de una religión extranjera, al igual que los druidas de los celtas en Gran Bretaña y la Galia. Según Plinio, el arte de los magos toca tres áreas: «curación», «ritual» y «astrología».: XXX:1 
Al filósofo platonista Plutarco (c. 45-125), se le debe el tratado de La Superstición. Plutarco define la «superstición» como «el temor a los dioses». Específicamente, menciona que el miedo a los dioses lleva a la necesidad de recurrir a ritos mágicos y tabúes, a la consulta de hechiceros y brujas profesionales, a amuletos y encantamientos, y a un lenguaje ininteligible en las oraciones dirigidas a los dioses.
Aunque el propio Plutarco se toma en serio los sueños y los presagios, reserva la superstición para aquellos que tienen una fe excesiva o exclusiva en tales fenómenos. Es evidente que se trata de una cuestión de discriminación. También da por sentadas otras prácticas mágicas, como herir a alguien con el mal de ojo. También cree en los demonios que sirven como agentes o enlaces entre los dioses y los seres humanos y son responsables de muchos eventos sobrenaturales en la vida humana que se atribuyen comúnmente a la intervención divina. Así, un demonio, no el propio Apolo, es el poder cotidiano detrás de la Pitia. Algunos demonios son buenos, otros son malos, pero incluso los buenos, en momentos de ira, pueden hacer actos dañinos. En general, entonces, Plutarco acepta mucho de lo que hoy podríamos definir como superstición en sí misma. Así que lo que realmente define como superstición son aquellas prácticas no compatibles con su propia doctrina filosófica.
Un platonista posterior, Apuleyo (nacido en el año 125), nos da una cantidad sustancial de información sobre las creencias contemporáneas en la magia, aunque tal vez sin ninguna elección inicial propia. Apuleyo fue acusado de practicar magia, algo prohibido por el derecho romano. El discurso que pronunció en su propia defensa contra la acusación de magia, cerca del año 160, permanece y es a partir de esta Apología que aprendemos lo fácil que era, en ese momento, para un filósofo ser acusado de prácticas mágicas.: 1  Tal vez en un giro de ironía o incluso una admisión tácita de culpa, Apuleyo, en sus Metamorfosis (o El Asno de Oro), que tal vez tiene elementos autobiográficos, permite al héroe, Lucio, incursionar en la magia de joven, meterse en problemas, ser rescatado por la diosa Isis, y luego encuentra el verdadero conocimiento y la felicidad en sus misterios.
Como Plutarco, Apuleyo parece dar por sentado la existencia de los demonios. Ellos pueblan el aire y parecen, de hecho, estar formados de aire. Experimentan emociones como los seres humanos, y a pesar de esto sus mentes son racionales. A la luz de la experiencia de Apuleyo, cabe señalar que cuando se menciona la magia en las leyes romanas, siempre se habla de ella en un contexto negativo. Muy pronto se estableció un consenso en la historia romana para prohibir todo lo que se consideraba como actos de magia perjudiciales. En la Ley de las XII Tablas (451-450 a. C.), por ejemplo, prohíben expresamente que alguien atraiga por arte de magia las cosechas de sus vecinos a sus campos, Un juicio real por supuesta violación de estas leyes se celebró ante Spurius Albinus en el 157 a. C.: XVIII:41–43  También se registra que Cornelio Hispalus expulsó a los astrólogos caldeos de Roma en el 139 a. C. aparentemente por ser magos.
En el 33 a. C., se menciona explícitamente que los astrólogos y magos fueron expulsados de Roma. Veinte años después, Augusto ordenó que se quemaran todos los libros sobre las artes mágicas. En el 16 d. C. los magos y astrólogos fueron expulsados de Italia, y esto fue restablecido por edictos de Vespasiano en el 69 d. C. y Domiciano en el 89 d. C. El emperador Constantino I, en el siglo IV, emitió un dictamen para cubrir todos los cargos de magia. En ella distinguía entre encantamientos útiles, no punibles, y hechizos antagónicos. En estos casos las autoridades romanas decidían específicamente qué formas de magia eran aceptables y cuáles no. Las que no eran aceptables se denominaban «magia»; las que sí lo eran se definían normalmente como tradiciones del Estado o prácticas de las religiones del Estado.

## Resumen
John Middleton argumenta en su artículo Teorías de la Magia" en la Encyclopaedia of Religion que: «La magia se define normalmente de forma subjetiva en lugar de por cualquier contenido acordado. Pero hay un amplio consenso en cuanto a cuál es este contenido. La mayoría de los pueblos del mundo realizan actos con los que pretenden provocar determinados acontecimientos o condiciones, ya sea en la naturaleza o entre las personas, que consideran como las consecuencias de esos actos».
Bajo este punto de vista, los diversos aspectos de la magia que se describen, a pesar de cómo el término «magia» puede ser definido por diversas agrupaciones dentro del mundo grecorromano, es de hecho parte de una cosmología más amplia compartida por la mayoría de las personas en el mundo antiguo. Pero es importante buscar una comprensión de la forma en que los grupos separan el poder del poder, por lo que la «magia» a menudo describe un arte o prácticas que son mucho más específicas. Este arte probablemente se describe mejor como la manipulación de objetos físicos y fuerzas cósmicas, mediante la recitación de fórmulas y encantamientos por un especialista —que es un mago— en nombre propio o de un cliente para lograr el control o la acción en los reinos divinos. Los textos mágicos examinados en este artículo son, pues, textos rituales destinados a manipular los poderes divinos en beneficio del usuario o de los clientes. Debido a que esto fue algo hecho en secreto o con métodos extranjeros estos textos representan un arte que fue generalmente considerado como ilegítimo por los cultos mágicos oficiales o de la corriente principal en las sociedades.